# Anthī Papaīlia
Anthoula Papaīlia, detta Anthī (in greco Ανθούλα "Ανθή" Παπαηλία?; Veria, 30 aprile 1970), è un'ex cestista greca.

## Carriera
Con la Grecia ha disputato i Campionati europei del 2001.